# 林家二楽
林家 二楽（はやしや にらく、1967年8月23日 - ）は、紙切りの芸人。埼玉県春日部市出身。落語協会所属。本名：山崎 義金。
父は同じく紙切り芸人の二代目林家正楽、兄は落語家（落語芸術協会所属）の三代目桂小南。実子は紙切り芸人の林家八楽（自身の門下弟子）。
2006年より毎年七月に米国バーモント州のミドルベリー大学で開催される夏期日本語学校に文化専門員として招かれ、紙切りを紹介している。

## 芸歴
- 1989年 - 父二代目林家正楽に入門、「林家二楽」となる。
- 1991年7月 - 寄席で初高座（父正楽とともに出演）。
- 1993年 - 親子で実際に紙切りを体験できる「おやこ紙切り教室」を開始。
- 1994年 - クラシックと紙切りを同時進行させ、目と耳で楽しめる音楽会を開く。
- 1995年 - 劇団「WAHAHA本舗」の公演に参加。
- 2024年1月 - 鈴本演芸場下席夜の部の「落語協会百年興行 三代目林家正楽一周忌追善興行」において主任を務めることとなったが、初日前日の同月20日に緊急入院となり休席となった（代演は従兄弟子の林家楽一が二席出演）[1]。その後、同月24日にサプライズでトリ（楽一・八楽の紙切りの最中）に登場し、この日より高座復帰となった[2]。

## 家族
- 父 - 紙切り師：二代目林家正楽
- 兄 - 落語家：三代目桂小南（落語芸術協会所属）
- 実子 - 紙切り師：林家八楽（弟子）

## 弟子
- 林家八楽（実子）

## 受賞歴
- 2002年 - 国立演芸場『花形演芸大賞』銀賞
- 2005年 - 国立演芸場『花形演芸大賞』金賞

## 書籍
- 「父ちゃんは二代目紙切り正楽」（著：桂小南治、うなぎ書房）紙切り挿絵を担当
- 「寄席おもしろ帖おかわりっ」（著：長井好弘、うなぎ書房）紙切り挿絵を担当